# I draghi della notte d'inverno
I draghi della notte d'inverno (titolo originale Dragons of Winter Night) è un romanzo fantasy scritto da Tracy Hickman e Margaret Weis e pubblicato per la prima volta nel 1985 in America dalla TSR. È il secondo romanzo della trilogia delle Cronache di Dragonlance.
La trama è basata sulla versione romanzata dei moduli di avventura per il gioco di ruolo Dungeons & Dragons della serie DL, pubblicato anch'esso dalla TSR

## Trama
Nel mondo fantastico di Krynn continua la saga degli Eroi delle Lance. Il chierico oscuro e Signore dei Draghi Lord Verminaard è stato distrutto e la Regina dell'Oscurità, Takhisis, ha incassato con rabbia la sua sconfitta. L'uomo dalla Gemma Verde è scomparso e i dischi di Mishakal sono stati ritrovati, portando speranza in un mondo perseguitato dalle tenebre. Ma la guerra è ormai cominciata e gli eserciti di draghi si radunano sotto la protezione della Regina delle Tenebre.
I compagni, rifugiatisi nel regno dei nani di montagna, Thorbardin, vengono incaricati, assieme al chierico Elistan, di raggiungere l'antica città di Tarsis alla ricerca delle leggendarie navi alate. I compagni giungono in città, che però non è più sul mare da quando su Krynn si è abbattuto il Cataclisma, e dove gli stranieri non sono più benvenuti come un tempo. Infatti vengono arrestati quasi tutti, mentre Raistlin, Caramon, Tika, Laurana, Goldmoon e Riverwind (che nel frattempo si sono sposati), rimangono intrappolati nella locanda, e quando i draghi attaccano la città, la taverna in cui si trovano viene distrutta e gli Eroi sono costretti a separarsi. La locanda distrutta sprofonda e gli Eroi rimangono imprigionati nella cantina, salvati nel crollo dall'ultimo incantesimo che Raistlin aveva avuto la forza di lanciare, e sono salvati dai draconici, che tentano di raggiungerli, dall'intervento dei Grifoni della Principessa di Silvanesti Alhana Starbreeze.
Tanis, Goldmoon e Riverwind, Raistlin e suo fratello Caramon partono così per il regno di Silvanesti assieme ad Alhana Starbreeze, ma si ritrovano in un incubo, quello creato dal Portavoce delle Stelle Lorac, capo degli elfi Silvanesti e padre di Alhana. Lorac infatti tentò di usare il Globo dei Draghi per cercare di fermare l'avanzata delle armate della Regina Oscura, ma non essendo riuscito a controllare il potente manufatto magico, perse il controllo della sua terra, e il drago verde Cyan Bloodbane ne approfittò per suggerire al vecchio re delle visioni da incubo, che grazie al potere del Globo si trasformarono in realtà. Gli Eroi salvano Lorac, ma questi è distrutto nel corpo e nell'anima e muore la sera stessa. Raistlin riesce invece a dominare il Globo e ne diviene il proprietario, grazie ad un aiuto sconosciuto. I poteri del mago sono cresciuti, tanto da preoccupare il mezzelfo. Ma per comprendere appieno i segreti dell'oggetto magico occorre recuperare gli antichi manoscritti detenuti da Astinus nella biblioteca di Palanthas. I compagni arrivano dunque a Port Balifor, dove, grazie agli spettacoli di magia e intrattenimento organizzati da Raistlin, riescono ad accumulare abbastanza denaro per pagarsi il viaggio in nave e a proseguire verso Flotsam.
Nel tentativo di trovare una copertura a Flotsam, Tanis fronteggia un inaspettato incontro, Kitiara, la donna che per lungo tempo ha amato, incrocia nuovamente il suo destino, ma l'incontro non è piacevole come egli aveva a lungo sperato: Kitiara infatti adesso è una Signora dei Draghi.
Laurana, Sturm, Flint  e Tasslehoff si recano invece alla Muraglia di Ghiaccio dove recuperano un altro Globo; ciò provoca l'ira del Drago che lo custodisce, il quale distrugge la nave con cui ritornavano e li costringe al naufragio su un'isola sconosciuta, dove essi si imbattono negli elfi scampati dalla distruzione di Qualinesti e Silvanesti, assieme agli autoctoni Kagonesti. Il popolo degli elfi è orgoglioso e radicato nelle sue tradizioni e da sempre si considera una razza superiore; la principessa, figlia del Portavoce dei Soli, da tempo lontana da quella ristretta mentalità, riesce ora a scorgere la pazzia del suo popolo. Rinunciando alla sua famiglia aiuta i compagni a portare il Globo, unica salvezza, lontano dall'isola.
Una strana elfa, Silvara, aiuta il gruppo nella fuga, ma un segreto più grande di lei la costringe ad una dura scelta. Inseguiti dagli elfi il gruppo si divide per far perdere le loro tracce. Il Globo viene condotto a Solamnia da Sturm e Derek, mentre Laurana e gli altri sono condotti della strana ragazza alla tomba di Huma, dove Theros Ironfeld, il fabbro dal braccio d'argento, forgia le nuove Dragonlance. Silvara svela finalmente il suo segreto, in realtà è un drago d'argento, sorella della compagna di Huma. In tutto questo Tasslehoff incontra di nuovo Fizban, lo strambo mago incontrato per caso tempo addietro e creduto morto, infatti, fa nuovamente capolino tra le pieghe del destino della piccola compagnia: un insolito personaggio il cui potere non viene svelato ma se ne comprende l'importanza.
Una volta a destinazione, Sturm incontra finalmente ciò che rimane dell'onorevole ordine dei Cavalieri di Solamnia. Un'interna lotta per il potere dilania quelli che un tempo erano uomini onorevoli, gli antichi valori paiono essere dimenticati e solo un testardo attaccamento alla Misura fa sì che esistano ancora i Cavalieri. Durante il concilio di Whitestone, Tasslehoff distrugge il globo per porre fine ad un litigio fra elfi ed umani e fare in modo che si concentrino nella lotta contro il male. Sturm, dopo un processo influenzato dagli intrighi di potere interno all'Ordine, viene ufficialmente nominato Cavaliere di Solamnia, il suo più grande sogno nella vita. Successivamente, Sturm ed i suoi compagni, ovvero Laurana e Tas, si trovano a dover fronteggiare un'impresa impossibile, la difesa della Torre del Sommo Chierico contro cui un esercito nemico è pronto a scagliarsi. Laurana, ormai nota come il Generale Dorato, difende con insperato successo la Torre del Sommo Chierico dalle Armate dei Draghi Blu; decisivo risulta l'aiuto di Sturm Brightblade, il quale, nella scena conclusiva, muore sui bastioni della Torre, trafitto da una lancia, per mano di Kitiara, sua vecchia amica.
E l'uomo con la gemma nel petto? È lui la chiave di volta del piano della Regina Oscura, la sua scomparsa il più grave ostacolo ai suoi sogni di dominio.

## Edizioni
- Margaret Weis - Tracy Hickman, I draghi della notte d'inverno, traduzione di Stefano Negrini, collana Armenia, Armenia Editore, 1989,  p. 379, ISBN 88-344-1016-5.